# Gonionemus chekiangensis
Gonionemus chekiangensis är en nässeldjursart som beskrevs av Kao, Li, Chang och Li 1958. Gonionemus chekiangensis ingår i släktet Gonionemus och familjen Olindiasidae. Inga underarter finns listade i Catalogue of Life.